# Avenue d’Iéna
Koordinaten: 48° 52′ N, 2° 18′ O
Die Avenue d’Iéna ist eine 1.140 Meter lange und 36 Meter breite Straße im Quartier de Chaillot des 16. Arrondissements von Paris.

## Lage
Die Straße verbindet zwei der bekanntesten Sehenswürdigkeiten der französischen Hauptstadt: Sie beginnt an den Jardins du Trocadéro (6, Avenue Albert de Mun), führt direkt am Palais de Chaillot vorbei, das auf der anderen Seite der Seine unmittelbar gegenüber dem Eiffelturm liegt, und endet an der Place Charles de Gaulle, in deren Mitte sich der Triumphbogen befindet.
Die Straße ist über die Metrostationen Charles de Gaulle – Étoile und Iéna zu erreichen.

## Namensursprung
Die Straße erhielt ihren Namen in Erinnerung an Napoleons siegreiche Schlacht vom 14. Oktober 1806 bei Jena und Auerstedt.

## Geschichte
Die Straße folgt etwa der Trasse einer Dorfstraße im ehemaligen Ort Chaillot, wo sich der Pavillon von Heinrich IV. und Gabrielle d’Estrées befand.
Die Straße wurde per Dekret vom 6. März 1858 mit einer eine Breite von 40 m zwischen dem Trocadéro (Avenue Albert-de-Mun) und der Rue de Presbourg eröffnet. Damit wurde auch die Rue des Batailles aufgelöst, die von der Avenue Albert–de–Mun zur Place d’Iéna führte.

## Sehenswürdigkeiten
An der Straße sowie an der in ihrem südlichen Abschnitt gelegenen Place d’Iéna befinden sich insgesamt vier Kulturdenkmäler des 16. Arrondissements.
- Nr. 1: Der den gesamten Block zwischen der Avenue d’Iéna, der Avenue Albert de Mun und der Avenue du President Wilson einnehmende und an seiner Nordostseite an Nummer 9 der Place d’Iéna endende Palais d’Iéna. Dieser wurde 1937 von Auguste Perret erbaut. Er diente ursprünglich als Verkehrsmuseum und beherbergt heute den Wirtschafts-, Sozial- und Umweltrat von Frankreich.
- Nr. 6: an der Place d’Iéna liegt das 1889 erbaute Museum Guimet, das sich an der Nordseite des Platzes befindet und den kompletten Block zwischen der Avenue d’Iéna, der Rue Boissière und der Rue de Lübeck einnimmt.
- Nr. 10: das Hôtel du Prince Roland Bonaparte, das im letzten Jahrzehnt des 19. Jahrhunderts vom Architekten Ernest Janty erbaut und 1929 von Michel Roux-Spitz modifiziert wurde. Im Jahr 2005 wurde das Gebäude von der Hotelkette Shangri-La erworben und zu einem Luxushotel umgebaut, das 109 Zimmer, darunter 40 Suiten, beinhaltet. Das Hotel wurde 2010 eröffnet.
- Nr. 17: Goethe-Institut in Paris
- Nr. 56: das Hôtel Trumet de Fontarce, das heute die ägyptische Botschaft in Frankreich beherbergt.

## Fiktion
Die Avenue d’Iéna ist auch Gegenstand des 1961 erschienenen Romans Thunderball (später verfilmt unter dem Titel James Bond 007 – Feuerball) von Ian Fleming, wobei der Autor den Bewohnern der Straße nicht gerade die besten Eigenschaften zuschreibt:
Not the richest – the Avenue d’Iéna has that distinction – but rich people are not necessarily solid people and too many of the landlords and tenants in the Avenue d’Iéna have names ending in “escu”, “ovitch”, “ski”, and “stein”, and these are sometimes not the endings of respectable names. Moreover, the Avenue d’Iéna is almost entirely residential. The occasional discreet brass plates giving the name of a holding company in Liechtenstein or in the Bahamas or the Canton de Vaud in Switzerland are there for tax purposes only – the cover names for private family fortunes seeking alleviation from the punitive burden of the Revenue, or, more briefly, tax-dodging.
(Übersetzung: Nicht die reichste (Straße) – als solche gilt die Avenue d’Iéna – aber reiche Leute sind nicht notwendigerweise gute Menschen und allzu viele ihrer Eigentümer und Mieter haben Namen, die mit „escu“, „ovitch“, „ski“ und „stein“ enden, und das sind manchmal nicht gerade die Endungen von ehrbaren Namen. Außerdem ist die Avenue d’Iéna beinahe eine reine Wohnstraße. Die gelegentlich diskreten Messingschilder, die den Namen einer Holdinggesellschaft aus Liechtenstein, den Bahamas oder des Kanton Waadt in der Schweiz tragen, befinden sich dort nur aus steuerlichen Gründen – als Deckname für private Familienvermögen, die eine Möglichkeit suchen, ihre extrem hohen Steuerschulden gegenüber dem Staat zu mindern oder, kurz gesagt, Steuerflucht begehen.)